# Vogt Dem for efterligninger
Vogt Dem for efterligninger släpptes 1978 som en live-LP med "Starfuckers", gruppens enda , med Kim Larsen och Stig Møller på sång. Inspelningarna skedde 1977 på Ryslinge Kro och på Multimuskfestivallen i Silkeborg.

## Sånglista
1. Blaffersangen
2. Nanna
3. Joanna
4. Sylvesters drøm
5. Christianshavns Kanal
6. Fi-Fi Dong
7. To Sjæle
8. Gør Mig Varm
9. Hva' Gør Vi Nu Lille Du
10. Østre Gasværk